# Gerrit Achterberg
Gerrit Achterberg, nizozemski pesnik, prenovitelj moderne poezije * 20. maj 1905, † 17. januar 1962, Leusden.
Posodobil je rabo podob in pesniški stil. Njegov verz ima samosvoj ritem in sugestivno, skoraj ekspresionistično metaforiko. V zgodnjih pesniških zbirkah je osrednja tema smrt njegove ljubice.

## Dela
- Otok duše - 1939
- Igra divjega lova - 1957
- Knjiga pozabe - 1961